# クリスピン・グローヴァー
クリスピン・ヘリオン・グローヴァー（Crispin Hellion Glover, 1964年4月20日 - ）は、アメリカ合衆国ニューヨーク市出身の俳優、映画監督である。

## 来歴
1964年、ニューヨーク市に生まれ、5歳のときにロサンゼルスへ家族で移る。父親も俳優のブルース・グローヴァー。そのため、幼い頃から俳優を志したという。13歳のときから芸能界に身を投じ、主にテレビ中心で『ファミリー・タイズ』や『ハッピーデイズ』などのシットコムやテレビドラマへ出演。その後、活動の場をテレビから映画業界へ移す。
数本の映画に出た後、1985年に大ヒット作『バック・トゥ・ザ・フューチャー』で、ジョージ・マクフライを演じて注目された。しかし、2作目への出演を断った。グローヴァーは「前作のみんなが戻ってきた。出演料の関係でも、誰かが犠牲になる状況だった。私は求められていないと感じた。普通の交渉ではなかった」と語っている。
ハリウッドきっての変人ということも世間には浸透しているようで、1980年代後半にデヴィッド・レターマンが司会を務める人気番組『デヴィッド・レターマン・ショー』へゲスト出演。明らかに時代遅れな変装と挙動不審なキャラクターでのレターマンとのトークも微妙に噛み合わず、力自慢の話でヒートアップして自分の強さをアピールするあまりレターマンの頭に向かって空振りキックを披露。当たりこそしなかったがそのことがレターマンの逆鱗に触れ、まだ時間があるにもかかわらず別のコーナーへ移ってしまい、CM中にスタジオをつまみ出されてしまったことがある。だがその後、その変わったキャラクターが受けたことにより同番組には再びゲスト出演している。
作家でもあり、"Rat Catching"と"Oak-Mot"という本を出版している。また、ミュージシャンとしても活動している。
近年は、「IT三部作」と称する自主制作の、過激なアート映画を制作中。「ビッグ・スライドショウ」という方式（自身の小説作品を朗読しながらのスライド映写、映画上映、Q&A、本へのサイン会、という構成）での各地の巡業方式でのみ上映しており、ソフト化も行っていない。なお、2008年のカナザワ映画祭に出席するため来日。同方式にて「IT三部作」の2作品が公開された。来日は他にも2000年に『チャーリーズ・エンジェル』のプロモーションでルーシー・リューやドリュー・バリモア、そしてトム・グリーンと共に果たした。
2007年に出演したパロディ映画の『鉄板英雄伝説』においては、『チャーリーとチョコレート工場』に登場するウィリー・ワンカのパロディ版“ウィリー”役で登場。後に『アリス・イン・ワンダーランド』で本家の監督ティム・バートンに起用され、本家ワンカ役のジョニー・デップと共演を果たした（ただし、彼は過去に『ギルバート・グレイプ』でデップと共演しており、今作が初共演という訳ではない）。同作品ではハートのジャックを演じている。

## エピソード
『バック・トゥ・ザ・フューチャー PART2』で監督のロバート・ゼメキスと製作のボブ・ゲイルは無断でパート1の映像と老けメイクの宣材写真を流用した。さらに別の俳優にパート1で使用したグローヴァーの型を使い、偽の鼻や頬骨、顎を特殊メイクで施し、グローヴァーが映画に出演していると観客に思い込ませた。グローヴァーはこれに対して、無許可で自身の肖像、イメージを使用されたとして訴訟を起こしたが、保険会社が示談金76万5000ドルを支払い、解決している。これは、俳優のイメージの使用に関しての新しいガイドラインを作るきっかけとなった。グローヴァーは「ゼメキスは私の立場を汲んでくれた」と語った。
その後、ゼメキスとは和解し、2007年に彼の監督作品『ベオウルフ/呪われし勇者』に出演しているが、ゲイルとの遺恨は解けていない。ゲイルはインタビューでグローヴァーを貶める発言を繰り返したことで、「あいつは自分の違法行為を正当化している。人々がそれを信じてしまい、私が悪役になっている」と憤っている。
ヴェルナー・ヘルツォーク、デヴィッド・リンチ、ダニエル・クロウズ等と親交が深い。

## 主な出演作品
| 公開年    | 邦題 原題                                                                    | 役名                             | 備考                                               | 吹き替え |
| --------- | ---------------------------------------------------------------------------- | -------------------------------- | -------------------------------------------------- | --- |
| 1983      | 個人授業 My Tutor                                                            | ジャック                         |                                                    | |
| 1983      | ティーン・ヒーローJ.J. High School U.S.A.                                    | アーチー                         | テレビ映画                                         | |
| 1984      | 月を追いかけて Racing with the Moon                                          | ギャツビー・ボーイ               |                                                    | |
| 1984      | 13日の金曜日・完結編 Friday the 13th: The Final Chapter                      | ジミー                           |                                                    | 鈴置洋孝（日本テレビ版）                                                                                      |
| 1984      | りんご白書 Teachers                                                          | ダニー                           |                                                    | |
| 1985      | バック・トゥ・ザ・フューチャー Back to the Future                            | ジョージ・ダグラス・マクフライ   |                                                    | 富山敬（ソフト版、フジテレビ版） 古川登志夫（テレビ朝日版） 加瀬康之（BSジャパン版） 森川智之（日本テレビ版） |
| 1986      | ロンリー・ブラッド At Close Range                                            | ルーカス                         |                                                    | |
| 1986      | リバース・エッジ River's Edge                                                | レイン                           |                                                    | |
| 1990      | ツイスター/大富豪といかれた家族たち Twister                                  | ハウディ                         |                                                    | |
| 1990      | 女神たちの季節 Where the Heart Is                                            | ライオネル                       |                                                    | |
| 1990      | ワイルド・アット・ハート Wild at Heart                                       | デル                             |                                                    | |
| 1991      | ドアーズ Doors                                                               | アンディ・ウォーホル             |                                                    | |
| 1993      | カウガール・ブルース Even Cowgirls Get the Blues                             | ハワード・バース                 |                                                    | |
| 1993      | ギルバート・グレイプ What's Eating Gilbert Grape                             | ボビー・マクバーニー             |                                                    | 水野龍司 |
| 1994      | 逃げる天使 Chasers                                                           | ハワード・フィンスター           |                                                    | 稲葉実 |
| 1995      | デッドマン Dead Man                                                          | トレイン・ファイヤーマン         |                                                    | |
| 1996      | ラリー・フリント The People vs. Larry Flynt                                  | アーロ                           |                                                    | 梅津秀行 |
| 2000      | ベティ・サイズモア Nurse Betty                                               | ロイ                             |                                                    | 小形満 |
| 2000      | チャーリーズ・エンジェル Charlie's Angels                                    | 痩せ男                           |                                                    | 岩崎ひろし（ソフト版） 青山穣（テレビ朝日版）                                                                 |
| 2002      | ロスト・キッズ Like Mike                                                     | スタン                           |                                                    | 牛山茂 |
| 2003      | ウィラード Willard                                                           | ウィラード                       |                                                    | |
| 2003      | チャーリーズ・エンジェル フルスロットル Charlie's Angels: Full Throttle      | 痩せ男                           |                                                    | 岩崎ひろし（劇場公開版） 青山穣（テレビ朝日版）                                                               |
| 2005      | セクシー・ボディ・スナッチャーズ Drop Dead Sexy                              | エディ                           |                                                    | |
| 2006      | 罰ゲーム Simon Says                                                          | サイモン／スタンリー             |                                                    | 江原正士 |
| 2007      | 鉄板英雄伝説 Epic Movie                                                      | ウィリー・ウォンカ               |                                                    | 藤原啓治 |
| 2007      | 血の魔術師 The Wizard of Gore                                                |                                  |                                                    | |
| 2007      | ベオウルフ/呪われし勇者 Beowulf                                              | グレンデル                       |                                                    | 高木渉 |
| 2009      | 9 〜9番目の奇妙な人形〜 9                                                    | #6                               | 声の出演                                           | 平松孝明 |
| 2010      | アリス・イン・ワンダーランド Alice in Wonderland                             | ハートのジャック                 |                                                    | 藤原啓治（劇場公開版） 木下浩之（フジテレビ版）                                                               |
| 2010      | オフロでGO!!!!! タイムマシンはジェット式 Hot Tub Time Machine                | フィル                           |                                                    | 多田野曜平 |
| 2012      | セブン・サイコパス Seven Psychopaths                                         |                                  |                                                    | |
| 2014      | ザ・バッグマン 闇を運ぶ男 The Bag Man                                        | ネッド                           |                                                    | 長瀬祐 |
| 2017-2021 | アメリカン・ゴッズ American Gods                                             | ミスター・ワールド               | テレビドラマシリーズ                               | 木下浩之 |
| 2018      | ずっとお城で暮らしてる We Have Always Lived in the Castle                    | ジュリアン・ブラックウッド       | 日本劇場未公開                                     | （吹き替え版なし）                                                                                            |
| 2022      | ギレルモ・デル・トロの驚異の部屋 Guillermo del Toro's Cabinet of Curiosities | リチャード・アプトン・ピックマン | Netflixオリジナルシリーズ 第5話 ピックマンのモデル | 小原雅人 |

## 監督作品
- What Is It? （2005）
- It Is Fine! Everything Is Fine. （2007）

## 参照
1. ↑  “index magazine interview”.   Indexmagazine.com. 2009年7月14日閲覧。
2. ↑  Mike Hickerson (2010年3月19日). “Glover Says Why He Was Left Out of “Back to the Future” Sequels” (英語). Slice of SciFi（英: Slice of SciFi）. Film News. 2019年2月26日閲覧。
3. ↑  “クリスピン・グローヴァーのビッグ・スライドショウ”. カナザワ映画祭2008. 2012年12月9日閲覧。
4. ↑  Here's Why Crispin Glover is So Angry at Back to the Future Producer - YouTube